# Melasina practicopa
Melasina practicopa är en fjärilsart som beskrevs av Edward Meyrick 1934. Melasina practicopa ingår i släktet Melasina och familjen säckspinnare. Inga underarter finns listade i Catalogue of Life.